# ليوناردو لويز دوس سانتوس
ليوناردو لويز دوس سانتوس هو لاعب كرة قدم برازيلي في مركز الدفاع، ولد في 3 يونيو 1994 في ايتو في البرازيل. لعب مع نادي بونتي بريتا.

## وصلات خارجية
- ليوناردو لويز دوس سانتوس على موقع قاعدة بيانات كرة القدم.إي يو (الإنجليزية)
- ليوناردو لويز دوس سانتوس على موقع Soccerway.com (الإنجليزية)
- ليوناردو لويز دوس سانتوس على موقع عالم كرة القدم.نت (الإنجليزية)